# Brimah Razak
Brimah Razak (Accra, 22 giugno 1987) è un calciatore ghanese, portiere del Calahorra.

## Carriera

### Nazionale
È stato convocato per la Coppa d'Africa 2015, competizione in cui sbagliò il rigore decisivo nella finale della manifestazione, consegnando così la vittoria alla Costa d'Avorio.

## Statistiche

### Cronologia presenze e reti in nazionale
| Cronologia completa delle presenze e delle reti in nazionale ― Ghana | Cronologia completa delle presenze e delle reti in nazionale ― Ghana | Cronologia completa delle presenze e delle reti in nazionale ― Ghana | Cronologia completa delle presenze e delle reti in nazionale ― Ghana | Cronologia completa delle presenze e delle reti in nazionale ― Ghana | Cronologia completa delle presenze e delle reti in nazionale ― Ghana | Cronologia completa delle presenze e delle reti in nazionale ― Ghana | Cronologia completa delle presenze e delle reti in nazionale ― Ghana |
| Data                                                                 | Città                                                                | In casa                                                              | Risultato                                                            | Ospiti                                                               | Competizione                                                         | Reti                                                                 | Note                                                                 |
| -------------------------------------------------------------------- | -------------------------------------------------------------------- | -------------------------------------------------------------------- | -------------------------------------------------------------------- | -------------------------------------------------------------------- | -------------------------------------------------------------------- | -------------------------------------------------------------------- | -------------------------------------------------------------------- |
| 14-8-2013                                                            | Istanbul                                                             | Turchia                                                              | 2 – 2                                                                | Ghana                                                                | Amichevole                                                           | -                                                                    | 46’                                                                  |
| 10-9-2013                                                            | Saitama                                                              | Giappone                                                             | 3 – 1                                                                | Ghana                                                                | Amichevole                                                           | -3                                                                   |                                                                      |
| 15-11-2014                                                           | Maputo                                                               | Uganda                                                               | 1 – 0                                                                | Ghana                                                                | Qual. Coppa d'Africa 2015                                            | -1                                                                   |                                                                      |
| 19-11-2014                                                           | Kumasi                                                               | Ghana                                                                | 3 – 1                                                                | Togo                                                                 | Qual. Coppa d'Africa 2015                                            | -1                                                                   |                                                                      |
| 19-1-2015                                                            | Mongomo                                                              | Ghana                                                                | 1 – 2                                                                | Senegal                                                              | Coppa d'Africa 2015 - 1º turno                                       | -2                                                                   |                                                                      |
| 23-1-2015                                                            | Mongomo                                                              | Ghana                                                                | 1 – 0                                                                | Algeria                                                              | Coppa d'Africa 2015 - 1º turno                                       | -                                                                    |                                                                      |
| 27-1-2015                                                            | Mongomo                                                              | Sudafrica                                                            | 1 – 2                                                                | Ghana                                                                | Coppa d'Africa 2015 - 1º turno                                       | -1                                                                   | 89’                                                                  |
| 1-2-2015                                                             | Malabo                                                               | Ghana                                                                | 3 – 0                                                                | Guinea                                                               | Coppa d'Africa 2015 - Quarti di finale                               | -                                                                    |                                                                      |
| 5-2-2015                                                             | Malabo                                                               | Ghana                                                                | 3 – 0                                                                | Guinea Equatoriale                                                   | Coppa d'Africa 2015 - Semifinale                                     | -                                                                    |                                                                      |
| 8-2-2015                                                             | Bata                                                                 | Costa d'Avorio                                                       | 0 – 0 dts (9 – 8 dtr)                                                | Ghana                                                                | Coppa d'Africa 2015 - Finale                                         | -                                                                    |                                                                      |
| 28-3-2015                                                            | Le Havre                                                             | Ghana                                                                | 1 – 2                                                                | Senegal                                                              | Amichevole                                                           | -2                                                                   |                                                                      |
| 14-6-2015                                                            | Kumasi                                                               | Ghana                                                                | 7 – 1                                                                | Mauritius                                                            | Qual. Coppa d'Africa 2017                                            | -1                                                                   |                                                                      |
| 1-9-2015                                                             | Brazzaville                                                          | Rep. del Congo                                                       | 2 – 3                                                                | Ghana                                                                | Amichevole                                                           | -2                                                                   |                                                                      |
| 5-9-2015                                                             | Kigali                                                               | Ruanda                                                               | 0 – 1                                                                | Ghana                                                                | Qual. Coppa d'Africa 2017                                            | -                                                                    |                                                                      |
| 13-10-2015                                                           | Edmonton                                                             | Canada                                                               | 1 – 1                                                                | Ghana                                                                | Amichevole                                                           | -1                                                                   |                                                                      |
| 13-11-2015                                                           | Moroni                                                               | Comore                                                               | 0 – 0                                                                | Ghana                                                                | Qual. Mondiali 2018                                                  | -                                                                    |                                                                      |
| 17-11-2015                                                           | Kumasi                                                               | Ghana                                                                | 2 – 0                                                                | Comore                                                               | Qual. Mondiali 2018                                                  | -                                                                    |                                                                      |
| 24-3-2016                                                            | Accra                                                                | Ghana                                                                | 3 – 1                                                                | Mozambico                                                            | Qual. Coppa d'Africa 2017                                            | -1                                                                   |                                                                      |
| 27-3-2016                                                            | Maputo                                                               | Mozambico                                                            | 0 – 0                                                                | Ghana                                                                | Qual. Coppa d'Africa 2017                                            | -                                                                    |                                                                      |
| 5-6-2016                                                             | Belle Vue Maurel                                                     | Mauritius                                                            | 0 – 2                                                                | Ghana                                                                | Qual. Coppa d'Africa 2017                                            | -                                                                    |                                                                      |
| 3-9-2016                                                             | Maputo                                                               | Ghana                                                                | 0 – 0                                                                | Ruanda                                                               | Qual. Coppa d'Africa 2017                                            | -                                                                    |                                                                      |
| 7-10-2016                                                            | Tamale                                                               | Ghana                                                                | 0 – 0                                                                | Uganda                                                               | Qual. Mondiali 2018                                                  | -                                                                    |                                                                      |
| 13-11-2016                                                           | Alessandria d'Egitto                                                 | Egitto                                                               | 2 – 0                                                                | Ghana                                                                | Qual. Mondiali 2018                                                  | -2                                                                   |                                                                      |
| 17-1-2017                                                            | Port-Gentil                                                          | Ghana                                                                | 1 – 0                                                                | Uganda                                                               | Coppa d'Africa 2017 - 1º turno                                       | -                                                                    |                                                                      |
| 21-1-2017                                                            | Port-Gentil                                                          | Ghana                                                                | 1 – 0                                                                | Mali                                                                 | Coppa d'Africa 2017 - 1º turno                                       | -                                                                    |                                                                      |
| 25-1-2017                                                            | Port-Gentil                                                          | Egitto                                                               | 1 – 0                                                                | Ghana                                                                | Coppa d'Africa 2017 - 1º turno                                       | -1                                                                   |                                                                      |
| 29-1-2017                                                            | Oyem                                                                 | RD del Congo                                                         | 1 – 2                                                                | Ghana                                                                | Coppa d'Africa 2017 - Quarti di finale                               | -1                                                                   |                                                                      |
| 2-2-2017                                                             | Franceville                                                          | Camerun                                                              | 2 – 0                                                                | Ghana                                                                | Coppa d'Africa 2017 - Semifinale                                     | -2                                                                   |                                                                      |
| Totale                                                               |                                                                      | Presenze                                                             | 28                                                                   |                                                                      | Reti                                                                 | -21                                                                  |                                                                      |